# Swannova láska
Swannova láska (v originále Un amour de Swann) je francouzsko-německý hraný film z roku 1984, který režíroval Volker Schlöndorff. Jeho scénář byl z velké části inspirován dílem Marcela Prousta. Snímek měl světovou premiéru dne 23. února 1984.

## Děj
Charles Swann, jeden z nejvýznamnějších mužů pařížské vyšší společnosti konce 19. století se zamiluje do ženy z polosvěta Odetty de Crécy. Jeho vášeň se rychle stane destruktivní. Swanna pronásleduje žárlivost a také jeho okolí pozoruje tuto mezalianci s podivem.

## Obsazení
| Jeremy Irons             | Charles Swann                |
| Ornella Muti             | Odette de Crecy              |
| Alain Delon              | baron de Charlus             |
| Fanny Ardant             | vévodkyně de Guermantes      |
| Marie-Christine Barrault | paní Verdurinová             |
| Jean-Louis Richard       | pan Verdurin                 |
| Anne Bennent             | Chloé                        |
| Nathalie Juvet           | paní Cottardová              |
| Charlotte Kerr           | milenka                      |
| Catherine Lachens        | tetička                      |
| Philippine Pascal        | paní Gallardonová            |
| Charlotte de Turckheim   | paní de Cambremer            |
| Nicolas Baby             | mladý žid                    |
| Jean-François Balmer     | doktor Cottard               |
| Jacques Boudet           | vévoda de Guermantes         |
| Jean-Pierre Coffe        | Aimé                         |
| Bruno Thost              | Saniette                     |
| Geoffroy Tory            | Forcheville                  |
| Roland Topor             | Biche                        |
| Vincent Martin           | Remi                         |
| Marc Arian               | Swannův sluha                |
| Véronique Dietschy       | paní Vinteuilová             |
| Ivry Gitlis              | houslista                    |
| François Weigel          | pianista u Verdurinových     |
| Jean-Louis Valero        | pianista u Guermantesových   |
| Jean Aurenche            | pan Vinteuil                 |
| Humbert Balsan           | protokolář                   |
| Martin Droch             | majordomus u Guermantesových |
| Bernadette Le Saché      | služka Odette                |
| Jean-Gabriel Nordmann    | lokaj Guermantesových        |
| Maud Rayer               | dohazovačka                  |
| Emmanuelle Rosenthal     | Gilberte                     |

## Ocenění
- César: nejlepší výprava (Jacques Saulnier) a nejlepší kostýmy (Yvonne Sassinot de Nesle)
- BAFTA: nominace na nejlepší zahraniční film a na nejlepší kostýmy (Yvonne Sassinot de Nesle)